# Long Live the Loud
Albums de Exciter
Violence and Force
(1984) Unveiling the Wicked
(1986)
Long Live The Loud est le troisième album du groupe canadien de speed metal Exciter. 
Enregistré à Londres, dans le studio du groupe Pink Floyd, Il fut d'abord publié en 1985 chez Music for Nations, puis une réédition sortit en 2005, chez Megaforce, remasterisée par Jeff Waters.
Grâce à cet album, Exciter put pour la première fois se produire en Europe dans de très grandes salles, à l'occasion d’une tournée avec Accept. De retour en Amérique, ce fut cette fois avec Megadeth que le groupe donna des concerts.

## Liste des titres
1. Fall Out (1 min 53);
2. Long Live the Loud (4 min 18);
3. I am The Beast (4 min 49);
4. Victims of Sacrifice (4 min 55);
5. Beyond the Gates of Doom (5 min 05);
6. Sudden Impact (4 min 02);
7. Born to Die (6 min 01);
8. Wake Up Screaming (9 min 56).

Tous les titres sont écrits par Dan Beehler, sauf le quatrième, cosigné avec Al Johnson

Bonus de la réédition de 2005 en CD :
- Feel The Knife (enregistré au Britannia Raw Studio de Londres en février 1985);
- Violence and Force (enregistré en concert à Ottawa en juin 1984);
- Pounding Metal (enregistré en concert à Ottawa en juin 1984).

Ces trois titres avaient auparavant été publiés en vinyle sur le moyen format (EP) Feel the Knife, en 1985

## Musiciens et autres personnes créditées
- Dan Beehler (batterie et chant)
- John Ricci (guitares)
- Al Johnson (basse)